# Факультет міжнародних економічних відносин та інформаційних технологій Львівського торговельно-економічного університету
Факультет міжнародних економічних відносин та інформаційних технологій — структурний підрозділ Львівського торговельно-економічного університету. Створений 1993 року.

## Кафедри

### Кафедра маркетингу
Кафедра маркетингу - це структурний підрозділ факультету Міжнародних економічних відносин Львівської комерційної академії — було створено у 1989 р. на базі секції ринкознавства кафедри організації і техніки торгівлі. 
Спочатку кафедра була у складі товарознавчого факультету зі статусом випускового на товарознавчих та економічних спеціальностях. Кістяк створеної кафедри маркетингу склали доценти Кайструков С.О., Луців Є.П., Прохоренко К.М., Скибінський С.В.  
1993 року при створенні факультету Міжнародних економічних відносин кафедру було включено до складу новоствореного факультету зі статусом випускаючої на спеціальностях “Міжнародні економічні відносини” і “Маркетинг” і перейменовано у кафедру “Маркетингу і зовнішньо-економічної діяльності”. З 2000 року внаслідок поділу кафедра була перейменована на кафедру маркетингу зі статусом випускаючої на однойменній спеціальності.
Завідувач кафедри - д.е.н., проф. Дайновський Юрій Анатолійович[недоступне посилання з липня 2019].

### Кафедра міжнародних економічних відносин
Кафедру Міжнародних економічних відносин було засновано у 2000 р. зі статусом випускової на своїй спеціальності.
Першим завідувачем кафедри став професор, д.е.н., відмінник народної освіти Мокій Анатолій Іванович.

### Кафедра іноземних мов
Кафедри іноземних мов Львівської комерційної академії заснована у 1944 році як структурна одиниця Інституту радянської торгівлі та Українського інституту кооперативної торгівлі, при об’єднанні яких у 1947 році виник Львівський торгово-економічний інститут, а згодом Львівська комерційна академія.